# Boots (film 1919)
Boots è un film muto del 1919 diretto da Elmer Clifton.

## Trama
Cameriera in una locanda londinese, Boots si trova al centro di un complotto internazionale il cui scopo è quello di far saltare in aria i leader mondiali il cui luogo d'incontro - collegato al locale da un tunnel sotterraneo - si trova nelle vicinanze. Innamorata di Everett White, Boots ignora che il giovane è un agente segreto incaricato di controllare i movimenti di Madame De Valdee, un'artista che, in realtà, è a capo di una cellula di terroristi bolscevichi. Gelosa della donna, quando Boots la sorprende tra le braccia di Everett, non ha dubbi sui sentimenti dell'uomo. Delusa e amareggiata, decide di seppellire in cantina tutti i suoi libri di amori romantici: in questo modo, scopre l'esistenza del tunnel e, al tempo stesso, la cospirazione contro il presidente Wilson e re Giorgio, le vittime designate dell'attentato. La ragazza smaschera i criminali, riuscendo a farli catturare e conquista così anche l'amore di Everett.

## Produzione
Il film fu prodotto dalla New Art Film Company. L'attribuzione della sceneggiatura non è sicura: nel copyright appare il nome di Martha Pittman, mentre tra le carte di Griffith, si attribuisce la sceneggiatura a S. E. V. Taylor come autore della storia originale.

## Distribuzione
Il copyright del film, richiesto dalla Famous Players-Lasky Corp., fu registrato il 12 febbraio 1919 con il numero LP13399.
Distribuito dalla Paramount Pictures e dalla Famous Players-Lasky Corporation, il film uscì nelle sale cinematografiche statunitensi il 9 marzo 1919.